# Monarchie maorie
Kīngitanga
La monarchie maorie, ou le Kīngitanga, est la monarchie élective reconnue par une partie des Maoris de Nouvelle-Zélande, notamment dans l'île du Nord. Elle fut fondée en 1858, dans le cadre d'une tentative d'unification nationale maorie face à l'expropriation grandissante des terres autochtones par les autorités coloniales britanniques durant les guerres maories. Il ne s'agit donc pas d'une monarchie « traditionnelle », mais d'une réaction à la situation coloniale.
L'actuelle reine (Kuīni en maori) est Nga Wai Hono i te po Paki, depuis le 5 septembre 2024.

## Contexte en 1858

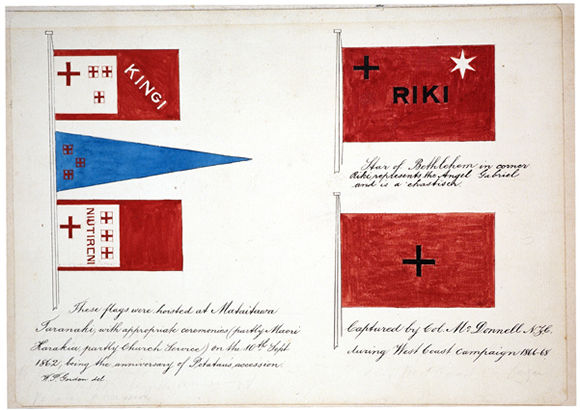
Premiers drapeaux de la monarchie maorie, 1862

L'année 1858 eut une certaine importance symbolique puisqu'on estime que, pour la première fois, le nombre d'Européens en Nouvelle-Zélande — en langue maori, les Pakeha — dépassa le nombre de Maoris. Dans le même temps, de nombreux iwi (groupes tribaux) tentaient de freiner l'expansion territoriale des Pakeha, avides de terres autochtones dans le cadre des guerres maories. Dans le Taranaki et le Waikato, des iwi s'accordèrent pour délimiter un territoire au sein duquel il ne serait permis de vendre aucune terre aux Pakeha.

## Naissance du Kīngitanga et du King Country
En 1852, Tamihana Te Rauparaha, fils du puissant chef guerrier Te Rauparaha (1760-1849), rencontra la reine britannique Victoria en Angleterre. De retour en Nouvelle-Zélande, il décida de tenter d'établir une monarchie autochtone inspirée du modèle britannique. Il s'agirait de construire un mouvement pan-tribal, national, doté d'une autonomie propre, suffisamment puissant pour résister aux pressions pakeha. Il ne s'agissait pas de nier la souveraineté britannique sur la Nouvelle-Zélande, mais d'affirmer qu'elle ne s'étendait pas aux Maori, que Victoria était uniquement la reine des Pakeha. Dans cette conception, les deux monarchies, pakeha et maori, devaient coexister, chacune s'appliquant à un peuple.
Plusieurs chefs de l'Île du Nord se virent offrir le titre de roi, mais refusèrent, déclarant le plus souvent que ce titre n'avait aucun sens, et que leur autorité ne s'étendait pas au-delà de leur iwi. Finalement, après avoir lui aussi refusé à plusieurs reprises, Potatau Te Wherowhero accepta de devenir le premier « roi maori ». Restait à bâtir un royaume.
Pōtatau était un chef respecté, et influent depuis des décennies. Il avait signé une Déclaration d'Indépendance des « Tribus unies » maori en 1835, et avait refusé de signer le Traité de Waitangi en 1840.
Plusieurs iwi de l'Île du Nord acceptèrent de placer leurs terres sous contrôle du roi, et de servir le nouveau royaume, afin d'unir leurs forces et d'affirmer leur maoritanga (identité maori) commune. Pōtatau fut couronné et oint à Ngaruawahia en juin 1858. Le royaume s'étendit principalement sur le Waikato, dans le nord-ouest de l'île du Nord ; une frontière fut établie entre le royaume maori, nommé King Country par les anglo-saxons, et les terres pakeha. Le royaume se dota d'un drapeau, ainsi que de magistrats pour faire respecter une législation commune. Un ministre des Affaires pakeha fut nommé, faisant écho au ministre des Affaires maori opérant de l'autre côté de la frontière.
Le règne du vieux Pōtatau fut court ; il décéda en juin 1860, et la couronne revint à son fils Tāwhiao,.

## Règne de Tāwhiao et guerre du Waikato

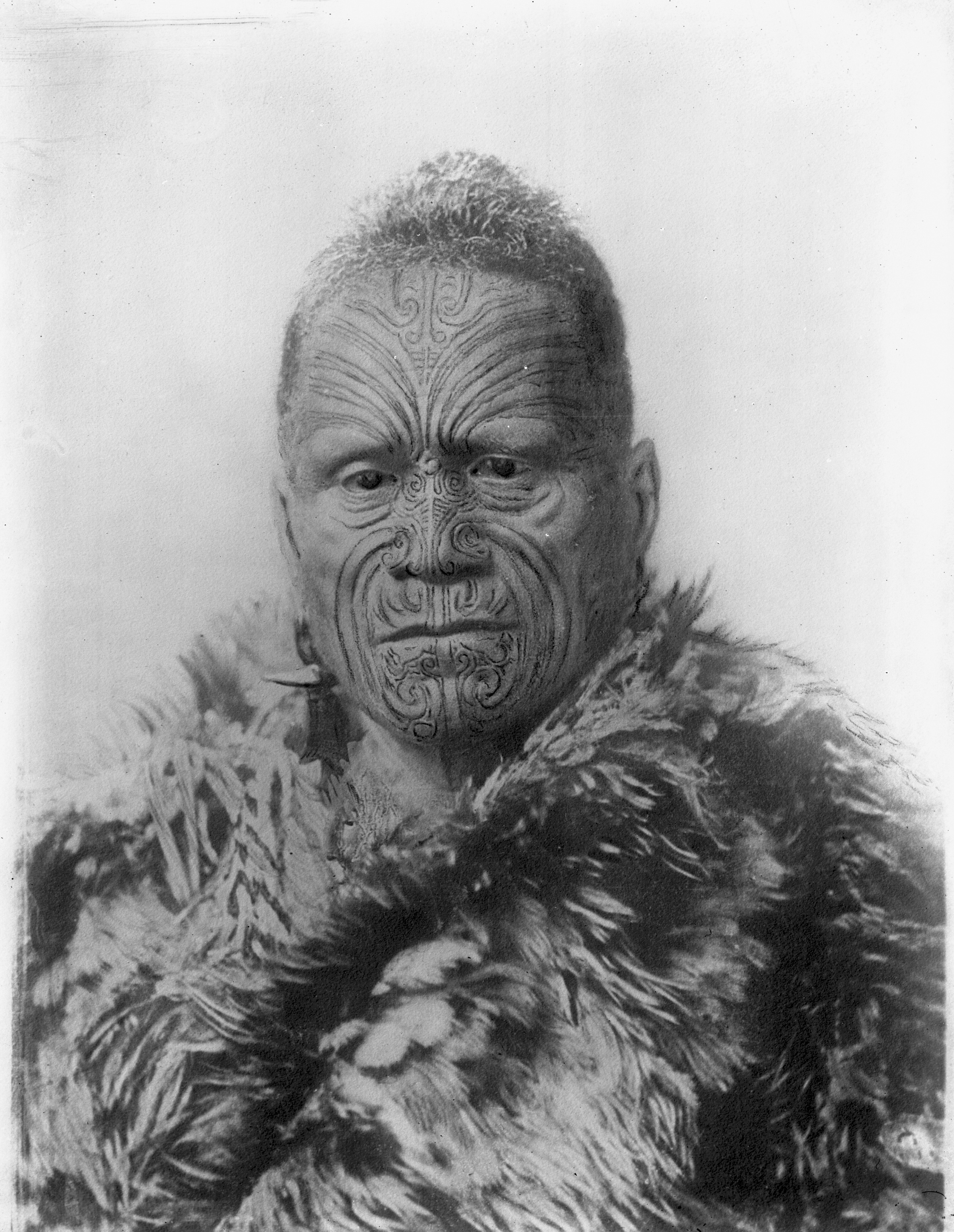
Tāwhiao, roi maori de 1860 à 1894

Le règne de Tāwhiao (1860-1894) fut marqué principalement par la guerre du Waikato (en) (1863-1864) qui opposa son royaume aux Pakeha. Le Kīngitanga avait établi une frontière et avait interdit aux forces armées coloniales de la franchir. Pour les Britanniques, cet interdit était intolérable, et relevait d'une rébellion. Des troupes britanniques furent expédiés sur les terres royales en juillet 1863, et les Kingites (« Royalistes ») considérèrent que la guerre avait été déclarée. 
Les forces royalistes tinrent bon à Meremere jusqu'en novembre, puis se replièrent Rangiriri, qu'ils perdirent le même mois. Les Britanniques capturèrent Ngaruawahia, la capitale du royaume, le 9 décembre.
Le gouverneur George Grey proposa la paix en échange de la reddition de toutes les terres et de toutes les armes du Kīngitanga, conditions qui furent rejetées par les Royalistes, qui se replièrent à Rangiaowhia, cœur agricole du royaume. Le conflit s'envenima lorsque les Britanniques attaquèrent et brûlèrent Te Awamutu, village où s'étaient réfugiés les femmes et les enfants maori, le 1er février 1864.
En mars, les forces maori, menées par Rewi Maniapoto, repoussèrent cinq assauts britanniques à Orakau, puis, exsangues, tentèrent une sortie et se dispersèrent. De nombreux Maori - dont des femmes, ainsi que des hommes blessés - furent tués par les Britanniques qui les poursuivirent.
La bataille d'Orakau fut déterminante. Les Britanniques subirent une lourde défaite à Tauranga en avril, mais remportèrent une ultime bataille à Te Ranga en juin, mettant fin à la Guerre du Waikato. Une partie des forces royalistes se rendirent, mais la majorité se replièrent en dehors du Waikato, abandonnant ainsi une large partie de leur territoire. Le mouvement Kīngitanga ne se disloqua pas. Les terres occupées par les Britanniques furent, en large mesure, confisquées et vendues à des Pakeha,.
Le roi Tāwhiao déclara qu'il ne rechercherait pas la guerre, mais qu'il refusait tout accord de paix formel tant que les terres confisquées ne seraient pas restituées. Sur ce qui lui restait de territoire, il continua d'interdire la vente de terres aux Pakeha. À la fin des années 1860, il réprouva des mouvements de rébellion maori en dehors de son royaume, et refusa de s'y associer.

## Normalisation des relations
En 1875, le roi Tāwhiao rencontra Donald McLean, ministre des Affaires maori, qui lui offrit une réserve de terres en échange d'un serment d'allégeance à la couronne britannique. Tawhiao refusa. En 1878, toutefois, le Gouverneur Sir George Grey assista à une réunion annuelle au cours de laquelle des sujets du roi maori ré-affirmèrent leur allégeance envers leur roi et leur promesse de ne pas vendre leurs terres aux Pakeha. La visite de Sir George fut perçue comme un signe de normalisation des relations entre le Kīngitanga et la Nouvelle-Zélande pakeha. 
En 1881, Tāwhiao et cinq cents de ses sujets déposèrent les armes et signèrent la paix. Les autorités coloniales le pressèrent à nouveau de se soumettre à la reine Victoria et de permettre la colonisation de ses terres, mais Tāwhiao maintint son refus. Pour sa part, il demanda à nouveau, sans succès, la restitution des terres confisquées et la reconnaissance de son royaume.
En 1884, Tāwhiao se rendit au Royaume-Uni avec l'espoir de rencontrer la reine Victoria. Il avait pour but de lui demander d'établir une commission chargée d'enquêter sur les confiscations de ses terres. Il mit en avant le fait que, puisque le Traité de Waitangi avait été signé par les Pakeha au nom de la reine, celle-ci était une partenaire égale des Maori, et devait recevoir leur délégation. L'accès à la reine lui fut néanmoins refusé ; il s'entretint avec Edward Geoffrey Smith Stanley, comte de Derby, à la tête du Colonial Office. Le comte lui demanda de présenter sa requête aux autorités coloniales néo-zélandaises, affirmant qu'elle ne relevait pas des fonctions du gouvernement impérial. Les autorités néo-zélandaises rejetèrent alors la requête.

## Kauhanganui, parlement du Kīngitanga
En 1889, le royaume maori se dota d'un Parlement, nommé Kauhanganui, siégeant à Maungakawa, près de Cambridge. Ses membres furent nommés par les autorités des tribus constituantes du Kīngitanga, et servirent d'intermédiaire entre le roi et ses sujets.
Le roi Tāwhiao décéda le 26 août 1894. Son fils Mahuta Tāwhiao lui succéda.

## Après 1894
Le règne de Mahuta Tāwhiao marqua un tournant dans les relations entre le Kīngitanga et les autorités pakeha. Le roi intégra partiellement son royaume aux institutions politiques néo-zélandaises, devenant personnellement membre des Conseils législatif et exécutif du Parlement néo-zélandais. Le Kīngitanga demeura néanmoins une entité à vocation autonome.
Le XXe siècle fut relativement peu évènementiel en ce qui concerne le Kīngitanga.
Le roi Tūheitia Pōtatau Te Wherowhero VII accéda au trône à la suite du décès de sa mère, la reine Dame Te Atairangikaahu, en 2006. Reconnu en tant que roi par les monarchies polynésiennes, il assista par la suite aux funérailles du roi des Tonga Taufa'ahau Tupou IV en 2006 et du chef d'Etat des Samoa, Malietoa Tanumafili II, en 2007.
À la mort du roi Tuheitia en 2024, le conseil du Kīngitanga (Tekau-mā-rua, "les douze" en maori), composé de douze anciens des diverses tribus membres, choisit sa fille Nga Wai, la cadette de ses trois enfants, pour lui succéder.

## Liste des monarques
Il y a eu huit monarques dans le Kīngitanga à ce jour :
1. Pōtatau Te Wherowhero (mai 1858 – juin 1860)
2. Tāwhiao (juin 1860 – août 1894)
3. Mahuta Tāwhiao (en) (septembre 1894 – novembre 1912)
4. Te Rata (en) (novembre 1912 – octobre 1933)
5. Korokī (en) (octobre 1933 – mai 1966)
6. Te Atairangikaahu (mai 1966 – août 2006)
7. Tūheitia (août 2006 – août 2024)
8. Nga Wai Hono i te po Paki (depuis le 5 septembre 2024)

## Identité visuelle

Armoiries et drapeaux du Kīngitanga